# Fribourg FC
Ne pas confondre avec le SC Fribourg, un autre club de la localité, ni avec le FC Fribourg, club suisse
Maillots
Dernière mise à jour : 4 mai 2011.
Le Freiburger FC est un club allemand de football localisé à Fribourg-en-Brisgau (en allemand : Freiburg am Breisgau), dans le Sud du Pays de Bade (en allemand : Südbaden), dans le Land de Bade-Wurtemberg. C’est le plus ancien club de la localité.

## Histoire
Le Freiburger FC est fondé en 1897 et reste pendant plusieurs décennies le principal club de la localité.
Le club connaît rapidement le succès avec une victoire dans le championnat d’Allemagne du Sud en 1898. 
En 1900, le club est l'un des fondateurs de la Fédération allemande de football (DFB).
En 1907, le Freiburger FC remporte le titre régional de Verbandes Süddeutscher Fussballvereine (fédération d’Allemagne du Sud), ce qui lui permet de participer à la phase finale du championnat national 1906-1907. Exempté des quarts de finale, le club s’impose (3-2), en demi-finale, à Nuremberg, contre le VfB Leipzig, tenant du titre. La finale se joue sur le terrain du Mannheimer FG 1896. Le Fribourg FC dispose (3-1) du Berliner TuFC Viktoria 89 et se voit sacré Champion d’Allemagne.
L’année suivante, le club est demi-finaliste du Torneo Internazionale Stampa Sportiva, l'un des tout premiers tournois internationaux de l’histoire. Cette période constitue le point culminant pour le Freiburger FC qui, tout en alignant de belles équipes, reste confiné au niveau local et régional.
Le club joue en Kreisliga Südwest et en Bezirksliga Baden de 1923 à 1933.
Après l’arrivée au pouvoir des Nazis, ceux-ci reforment les compétitions et créent les Gauligen. Freiburger FC évolue alors au sein de la Gauliga Baden.

### Après 1945
À l’issue de la Seconde Guerre mondiale, tous les clubs et associations sont dissous par les Alliés. Rapidement reconstitué, le Freiburger FC joue dans la 2. Oberliga Sud.
Lors de la création de la Bundesliga en 1963, le Freiburger FC évolue en Regionalliga Sud (équivalent D2). À cette époque, le SC Freiburg se situe un étage en dessous, en Amateurliga Südbaden.
Le FFC recule en Amateurliga de 1974 à 1977. Cette année-là, le club remporte un tour final du Bade-Wurtemberg devant le SSV Reutlingen 05, le SV Neckargerach et le SSV Ulm 1846 et obtient la montée en 2. Bundesliga groupe Sud.
Le Freiburger FC est rejoint au 2e niveau national par le SC Freiburg à la fin de la saison suivante. Les deux clubs y restent jusqu’au terme de la saison 1980-1981 et sont retenus pour faire partie de la 2. Bundesliga joué sous la forme de Ligue unique. Le SC s’y classe 15e sur 20, par contre le FC termine avant-dernier et se voit relégué.
En 1982, très mal financièrement, le Freiburger FC est sauvé de la faillite grâce à une campagne lancée par ses fans. Dans le même temps, le SC s’installe solidement au 2e niveau national.
À partir de 1994, le FFC joue en Verbandsliga Südbaden (équivalent D4). Relégué en 2000, en Landesliga, le club remonte après une saison.
Mais les soucis financiers ne sont pas pour autant résolus. Le FFC est contraint de vendre son Möslestadion de 18 000 places, qui est repris par les équipes de jeunes du SC Freiburg. 
Freiburger FC trouve alors un arrangement avec le Blau-Weiss Wiehre Freiburg afin de partager leurs installations.

## Palmarès
- Champion d’Allemagne : 1907
- Champion d’Allemagne du Sud : 1898, 1907
- Champion de la Südkreis-Liga : 1916
- Champion de la Kreisliga Südwest : 1920
- Champion de la Bezirksliga Baden : 1930
- Champion de la 2. Oberliga Süd : 1956
- Champion d'Oberliga Baden-Württemberg : 1984
- Champion de Verbandsliga Südbaden : 1991
- Champion d'Amateurliga Südbaden : 1977
- Vainqueur de la Coupe Süd-Baden : 1951, 1991, 1992